# Óscar Romero (voetballer)
Óscar Romero (Fernando de la Mora, 4 juli 1992) is een Paraguayaans voetballer die doorgaans als offensieve middenvelder speelt. Hij verruilde Racing Club in januari 2017 voor Shanghai Shenhua. Romero debuteerde in 2013 in het Paraguayaans voetbalelftal.

## Clubcarrière
Romero werd in 2005 opgenomen in de jeugdopleiding van Cerro Porteño. Daarvoor debuteerde hij op 25 april 2011 in de Liga Paraguaya, tegen Club Libertad. Romero maakte op 22 mei 2011 zijn eerste competitietreffer, tegen Club Sol de América. In negentig competitiewedstrijden maakte de offensieve middenvelder dertien doelpunten. In januari 2015 werd hij voor 2,4 miljoen euro verkocht aan Racing Club. Op 22 februari 2015 debuteerde hij in de Argentijnse Primera División, tegen Club Olimpo. Op 14 maart 2015 maakte hij zijn eerste competitietreffer voor Racing, tegen Colón.

## Interlandcarrière
Romero debuteerde op 14 augustus 2013 in het Paraguayaans voetbalelftal, in een oefeninterland tegen Duitsland in het Fritz-Walter-Stadion (3–3). Hij viel na 62 minuten in voor Wilson Pittoni. Romero maakte op 29 mei 2014 zijn eerste interlanddoelpunt, in een met 1–2 gewonnen oefeninterland in en tegen Kameroen. Hij mocht in de basiself starten en maakte na vier minuten het openingsdoelpunt.